# Rio Mutum (vattendrag i Brasilien, Amazonas)
Rio Mutum är ett vattendrag i Brasilien.   Det ligger i delstaten Amazonas, i den västra delen av landet, 2 500 km nordväst om huvudstaden Brasília.
I omgivningarna runt Rio Mutum växer i huvudsak städsegrön lövskog. Trakten runt Rio Mutum är nära nog obefolkad, med mindre än två invånare per kvadratkilometer.